# Kovacsóczy Farkas
Kovacsóczy Farkas (1540 körül – Szamosújvár, 1594. szeptember 11.) magyar nemes, erdélyi kancellár, nagy műveltségű humanista, a 16. század második felében az erdélyi politikai élet egyik meghatározó személyisége.

## Származása
Az apja Kovacsóczy János, Szlavóniából, a török hódítók elől Erdélybe menekült nemes, édesanyja Török Erzsébet.

## Élete
Kovacsóczy Padovában járt egyetemre, ahol alapos tudásra tett szert. A tanulmányait Báthory Istvánnal, a későbbi erdélyi fejedelemmel együtt végezte el, akinek a bizalmasává vált. A fejedelmet Lengyelországba is elkísérte, miután Báthoryt a lengyel rendek királlyá választották. 1576 és 1578 között Krakkóban az erdélyi ügyek kancellárja volt. 1578-ban hazatért, Báthory Kristóf erdélyi vajda kancellárja lett; az erdélyi kancellár tisztséget a haláláig be is töltötte.
Báthory István döntése alapján, 1583-tól 1585-ig, Báthory Zsigmond kiskorúsága idején, az Erdélyt kormányzó hármas tanács tagja, Kendy Sándorral (aki később az apósa lett), és Sombory Lászlóval együtt. Nagy jelentőségű, latin nyelvű munkát írt Erdély igazgatásáról (De administratione Transylvaniae, 1584).
1594-ben Kendy Sándorral, Báthory Boldizsárral, a fejedelem unokatestvérével, és másokkal együtt, egyértelműen ellenezte a törökkel való szembefordulást, és Báthory Zsigmondnak a Habsburgok oldalára állását, mert azt Erdélyre nézve veszélyesnek, helytelennek tartotta. (A későbbi események igazolták is a félelmét.) A fejedelem ezért a Habsburg-szövetséget ellenző főurakat, így Kovacsóczyt is, elfogatta, és közülük többeket ítélet nélkül kivégeztetett. Kovacsóczyt 1594. szeptember 11-én a szamosújvári börtönben megfojtották.

## Családja
1581-ben kötötte meg az első házasságát, felesége Farkas Katalin. Öt gyermekük született: Erzsébet, Kristóf, Zsigmond, István és Zsuzsanna, de csak István és Zsuzsanna érte meg a felnőttkort. A felesége halála után, 1593-ban, újra nősült, Kendy Sándor leányát, Krisztinát vette el, akinek ez szintén a második házassága volt, gyermekük nem született. (Krisztina testvérének, Zsuzsannának, pedig Báthory Boldizsár volt az első férje.)
Kovacsóczy Farkas fia, István is erdélyi kancellár lett, ő valószínűleg 1636-ban halt meg, vele a család férfi ágon kihalt.

## Magyarul megjelent művei
- Sárkányfogak 1572–1602. Kovacsóczi Farkas írásaiból; bev. Cs. Szabó László; Franklin, Bp., 1941 (Erdély öröksége)